# Synaptisches Vesikelprotein 2A
Das synaptische Vesikelprotein 2A (englisch Synaptic vesicle glycoprotein 2A, abk. SV2A)  ist ein im Gehirn ubiquitär vorkommendes Vesikelprotein der Proteinfamilie SV2, das im menschlichen Genom auf dem Gen SV2A kodiert ist. Das Protein ist Angriffsort der Antikonvulsiva Levetiracetam und Brivaracetam.

## Funktion
SV2A ist in der neuronalen Reizweiterleitung beteiligt. Der genaue molekulare Wirkmechanismus ist nicht bekannt, aber man geht davon aus, dass das Vesikelprotein 2A Vesikel fusionsfähig macht, sodass diese mit der präsynaptischen Membran verschmelzen und ihre Botenstoffe in den synaptischen Spalt freisetzen können.